# Berthellina saidensis
Berthellina saidensis is een slakkensoort uit de familie van de Pleurobranchidae. De wetenschappelijke naam van de soort is voor het eerst geldig gepubliceerd in 1929 door O'Donoghue.